# Comunitat lingüística

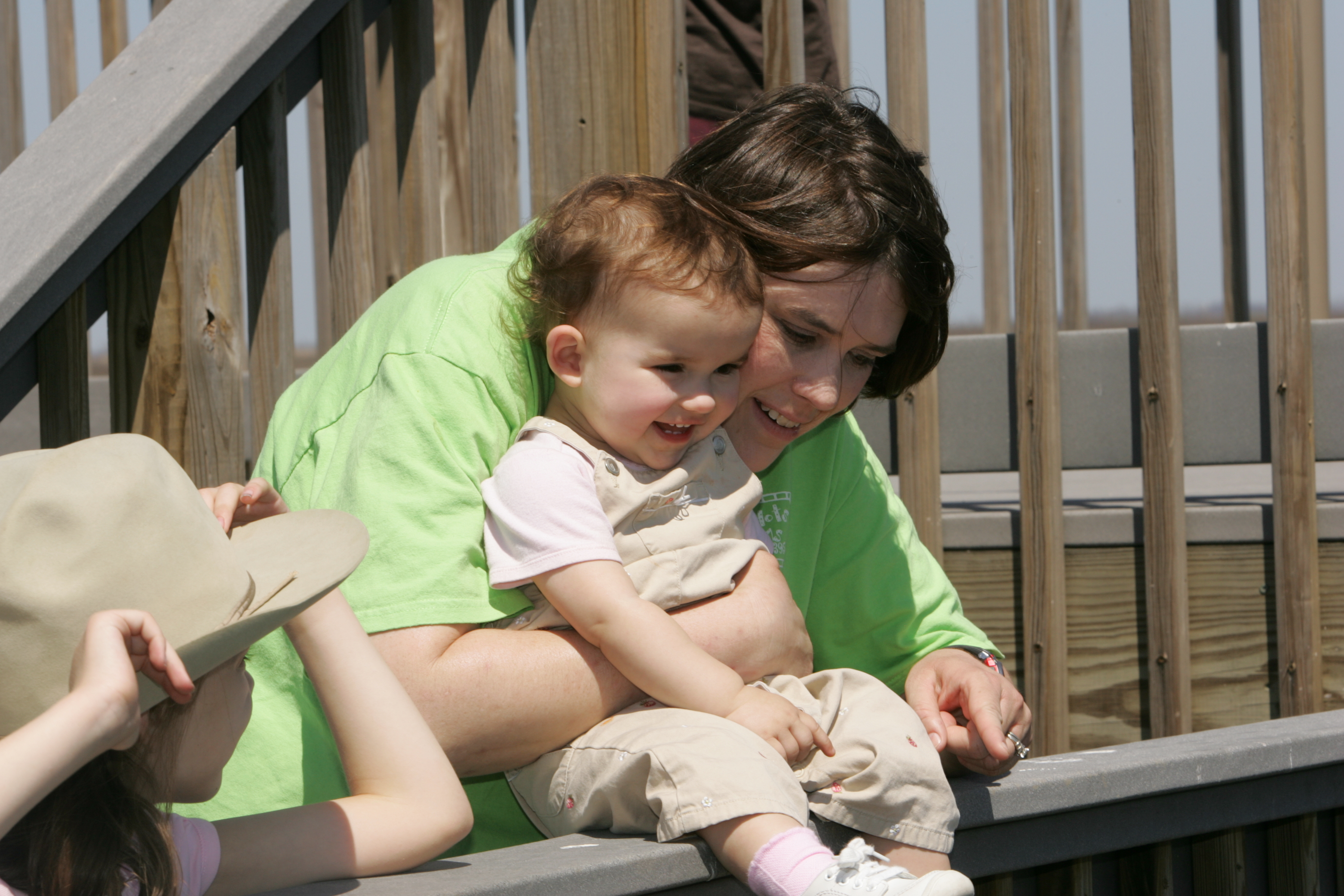
Mare parlant amb la canalla, pertanyen a una mateixa comunitat lingüística

Una comunitat lingüística és, segons la Declaració Universal dels Drets Lingüístics una «societat humana que, assentada històricament en un espai territorial determinat, reconegut o no, s'autoidentifica com a poble i ha desenvolupat una llengua comuna com a mitjà de comunicació natural i de cohesió cultural entre els seus membres». Aquesta definició és extreta de l'article 1.1 del Títol Preliminar, el qual precisa els conceptes usats al llarg de la dita Declaració.
Un dels indicadors clau a l'hora de valorar la vitalitat d'una llengua és si és transmesa de pares i mares (Vegeu també: Llengua materna) a fills i filles. Aquest indicador sol rebre el nom d'índex o taxa de transmissió lingüística familiar. S'entén per llengua transmesa familiarment la llengua que l'infant aprèn de manera informal en l'àmbit de la llar, sense influència de l'escola o de les institucions. Si una llengua es transmet familiarment, la supervivència està garantida, mentre que perilla quan els progenitors deixen de parlar-la als fills. El fet que una llengua es transmeti familiarment és el que garanteix una nova generació de parlants que la tinguin com a llengua inicial. La mort d'una llengua és, per tant, un fenomen que implica tres generacions: la que deixa de parlar-la als fills, els fills que ja no l'aprenen en l'àmbit de la llar i que, per tant, ja no la transmeten als descendents, i aquests últims, que ja no l'hauran viscuda a l'entorn ni la tindran com a pròpia.